# Ла-Курте
Ла-Курте (рум. La Curte) — село у повіті Бистриця-Несеуд в Румунії. Входить до складу комуни Синміхаю-де-Кимпіє.
Село розташоване на відстані 303 км на північний захід від Бухареста, 29 км на південь від Бистриці, 60 км на схід від Клуж-Напоки.

## Населення
За даними перепису населення 2002 року у селі проживали 130 осіб, з них 129 осіб (99,2%) румунів. Усі жителі села рідною мовою назвали румунську.